# Мауро Вієйра
Мауро Луїс Ікер Вієйра (15 лютого 1951, Ріо-де-Жанейро) — бразильський дипломат. Міністр закордонних справ Бразилії (2015—2016 рр.) та з 1 січня 2023 року.

## Життєпис
Народився 15 лютого 1951 року в Ріо-де-Жанейро. Він має ступінь бакалавра права у Федеральному університеті Флуміненсе (UFF) та у 1974 році закінчив бразильську дипломатичну академію, Інститут Ріо-Бранко.
Він працював в інших федеральних агентствах, в тому числі був помічником генерального секретаря в Міністерстві науки і технологій і секретарем національної адміністрації в Міністерстві соціального забезпечення та допомоги.
Дипломатичну роботу розпочав у посольстві Бразилії у Вашингтоні, округ Колумбія, з 1978 по 1982 рік і в Бразильській місії при Латиноамериканській асоціації інтеграції (ALADI) у Монтевідео з 1982 по 1985 рік. Після деякого періоду в Бразиліа він потім служив в посольстві Бразилії в Мехіко (1990—1992) і в посольстві в Парижі (1995—1999).
Він був призначений послом Бразилії в Аргентині в Буенос-Айресі з 2004 по 2010 рік і з тих пір був послом Бразилії в США, доки президент Ділма Руссефф не оголосила про його призначення на посаду міністра закордонних справ 31 грудня 2014 року.
З 1 січня 2023 року знову на посаді Міністра закордонних справ Бразилії.